# Сток-Кангри
Сток-Кангри (высота 6137 м) — высочайшая гора Стокского хребта Гималаев, находится в Ладакхе, Индия. Пик находится в зоне Хемиского национального парка, в 12 км юго-западнее деревни Сток (3 610 м) и в 24 км юго-западнее ладакхской столицы — Леха. Несмотря на высоту, Сток-Кангри довольно прост в покорении и часто используется для тренировок перед покорениями других вершин.
В позднем июле-августе вершина горы чаще всего очищается от снега.
Самый лёгкий и популярный путь на гору идёт от Стока вдоль Сток-Чу. В долине, особенно вокруг деревни, были пастбища, но они сильно пострадали в первую неделю августа 2006, когда в Ладакхе случилось самое сильное наводнение.
Первое официальное зимнее восхождение было сделано в марте/апреле 2002 командой биктонского колледжа, в которой было три человека. Снег был очень глубоким, и базовый лагерь разместили в соседней долине на льду замёрзшей реки.
Пик был оценён как достаточно безопасный для восхождения молодых команд, так, например, это позволяет группе студентов DGGS осуществить восхождение на пик.
Исследовательское общество школы Перси (The Perse School) осуществило восхождение на Стак Кангри в 2009 во время 4-недельной экспедиции в Ладакх.